# Bohicon II
Bohicon II ist ein Arrondissement im Departement Zou im westafrikanischen Staat Benin. Es ist eine Verwaltungseinheit, die der Gerichtsbarkeit der Kommune Bohicon untersteht.

## Demografie und Verwaltung
Gemäß der Volkszählung 2013 des beninischen Statistikamtes INSAE hatte das Arrondissement 53.701 Einwohner, davon waren 25.528 männlich und 28.173 weiblich.
Von den 66 Dörfern und Quartieren der Kommune Bohicon entfallen zwölf auf Bohicon II:
1. Adamè-Ahito
2. Agonvèzoun
3. Ahouamè-Ahito
4. Dokon
5. Gancon-Ponsa
6. Gbanhicon
7. Honmèho
8. Kodota
9. Kpocon
10. Siliho
11. Sogba
12. Zakpo-Agadamè